# Na Stráni
Na Stráni är ett berg i Tjeckien.   Det ligger i regionen Pardubice, i den östra delen av landet, 150 km öster om huvudstaden Prag. Toppen på Na Stráni är 605 meter över havet, eller 62 meter över den omgivande terrängen. Bredden vid basen är 6,2 km.
Terrängen runt Na Stráni är huvudsakligen platt, men söderut är den kuperad. Runt Na Stráni är det ganska tätbefolkat, med 108 invånare per kvadratkilometer. Närmaste större samhälle är Svitavy, 5,3 km sydost om Na Stráni. I omgivningarna runt Na Stráni växer i huvudsak blandskog.